# Euryanthe
Euryanthe (Jähns Werkverzeichnis J. 291, op. 81) ist eine Große romantische Oper in drei Aufzügen von Carl Maria von Weber. Der Text stammt von Helmina von Chézy, geb. Freiin von Klencke. Komponiert wurde sie in den Jahren 1822 bis 1823. Die Uraufführung fand am 25. Oktober 1823 mit der erst 17-jährigen Henriette Sontag in der Titelpartie unter der Leitung des Komponisten im Theater am Kärntnertor in Wien statt.

## Handlung

### Erster Aufzug
Erstes Bild
Säulenhalle des Königsschlosses im gotischen Stil mit Blick auf die Loirelandschaft.
Bei einem Fest, das der König zu Ehren seiner siegreichen Krieger in seinem Schlosse gibt, singt Adolar ein Lied auf die Treue seiner Braut Euryanthe. Als Lysiart diese Treue bezweifelt, lehnt Adolar es zwar zunächst ab, sich mit ihm zu duellieren. Lysiart aber schlägt ihm eine Wette vor: wenn er Euryanthe der Untreue überführen kann, muss Adolar ihm seinen gesamten Besitz übereignen. Adolar geht auf diese Wette ein.
Zweites Bild
Burggarten zu Nevers. Im Garten ein mit Blumen umpflanztes Gruftgewölbe, aus dessen Fenstern die Ewige Lampe dämmert.
Euryanthe verrät Eglantine, die besorgte Freundschaft heuchelt, das Geheimnis Adolars, dessen Bewahrung sie ihm versprochen hat: Emma, die Schwester Adolars, hat sich aus Liebeskummer mit einem vergifteten Ring selbst getötet und geht nun als Gespenst um. Ruhe kann sie erst finden, sobald den Giftring „der Unschuld Träne netzt im höchsten Leid“. Eglantine will sich mit Hilfe dieses Wissens an Adolar rächen, da er sie verschmäht hat.

### Zweiter Aufzug
Erstes Bild
Säulenhalle des Königsschlosses mit Blick auf die Loirelandschaft. Gewitterhimmel. Nacht.
Lysiart, dem es nicht gelungen ist, Euryanthe zu verführen, verbindet sich zu gemeinsamer Rache mit Eglantine. Eglantine hat Emmas Ring aus dem Grab gestohlen und bietet ihn nun Lysiart als Beweis für Euryanthes ,Untreue‘ an. Lysiart verspricht ihr im Gegenzug die Ehe.
Zweites Bild
Festlich erleuchtete Säulenhalle des Königsschlosses.
Am Hofe des Königs empfängt Adolar seine Braut Euryanthe. Lysiart erklärt ihm, die Wette gewonnen zu haben, und erzählt die Geschichte vom vergifteten Ring, mit dem sich Adolars Schwester getötet habe. Als Beweisstück zeigt er allen den erbeuteten Ring. Euryanthe verstummt vor Schreck und erscheint so schuldig. Adolar verflucht sie, und Lysiart erhält die Ländereien Adolars als Preis der gewonnenen Wette.

### Dritter Aufzug
Erstes Bild
Von dichtem Gebüsch umwachsene öde Felsenschlucht. Über eine Anhöhe rechts führt ein steiler Pfad, im Vordergrund links eine von Trauerweiden umgebene Quelle. Vollmondnacht.
In einem verlassenen Walde will Adolar Euryanthe töten. Doch da fällt eine Schlange über ihn her und greift ihn an. Euryanthe wirft sich schützend dazwischen. Adolar ist durch Euryanthe gerettet. Er will sie nun nicht mehr wegen ihrer angeblichen Untreue töten, lässt sie aber allein in der wüsten Einöde zurück. Euryanthe wird vom König und seinem Jagdgefolge zufällig gerettet. Sie berichtet dem König von der Intrige Eglantines. Der König verspricht, die Sache aufzuklären, und lässt Euryanthe zurück ins Schloss geleiten.
Zweites Bild
Freier Platz vor der Burg Nevers. Von deren Eingangstor links oben führt ein Weg über eine Zugbrücke nach unten. Im Vordergrund rechts und links die Hütten der Landleute.
Adolar erfährt durch die Landleute seines früheren Besitzes von Eglantines Intrige. Als sich Lysiart mit Eglantine im Hochzeitszug nähert, tritt Adolar ihnen entgegen. Ein Streit entbrennt, den der König mit der Nachricht von Euryanthes Tod unterbricht. Darauf enthüllt Eglantine in wildem Triumph oder geistiger Umnachtung die Intrige, deren Opfer die unschuldige Euryanthe geworden ist. Lysiart, der sich von ihr verraten sieht, ersticht sie und wird zum Tode verurteilt. Jäger bringen die Nachricht, dass Euryanthe lebt. Euryanthe und Adolar können nun doch zusammen glücklich werden. Adolar glaubt, dass seine verstorbene Schwester durch Euryanthes schuldloses Leiden und ihre Opferbereitschaft nun endlich ihre Ruhe gefunden habe.

## Gestaltung

### Instrumentation
Die Orchesterbesetzung der Oper enthält die folgenden Instrumente:
- Holzbläser: Piccoloflöte, zwei Flöten, zwei Oboen, zwei Klarinetten, zwei Fagotte
- Blechbläser: vier Hörner, zwei Trompeten, drei Posaunen
- Pauken
- Streicher
- Bühnenmusik: zwei Piccoloflöten, zwei Oboen, zwei Klarinetten, zwei Fagotte, vier Hörner, vier Trompeten, drei Posaunen, Pauken

### Musik
Webers Partitur weist harmonische Kühnheiten auf, die erst Richard Wagner wieder aufgriff. Überhaupt belegt die Euryanthe die enge Beziehung Wagners zu Weber am deutlichsten. Besonders den Beginn des zweiten Aufzugs greift Wagner in Lohengrin auf: das Paar Ortrud – Telramund ist musikalisch entsprechend dem Paar Eglantine – Lysiart gestaltet. Die These, dass Wagners Ideen vom Gesamtkunstwerk ihren Ursprung bei Carl Maria von Weber haben könnten, erscheint gerade im Hinblick auf die Beziehung des Lohengrin zu Euryanthe gar nicht so abwegig.

## Geschichte

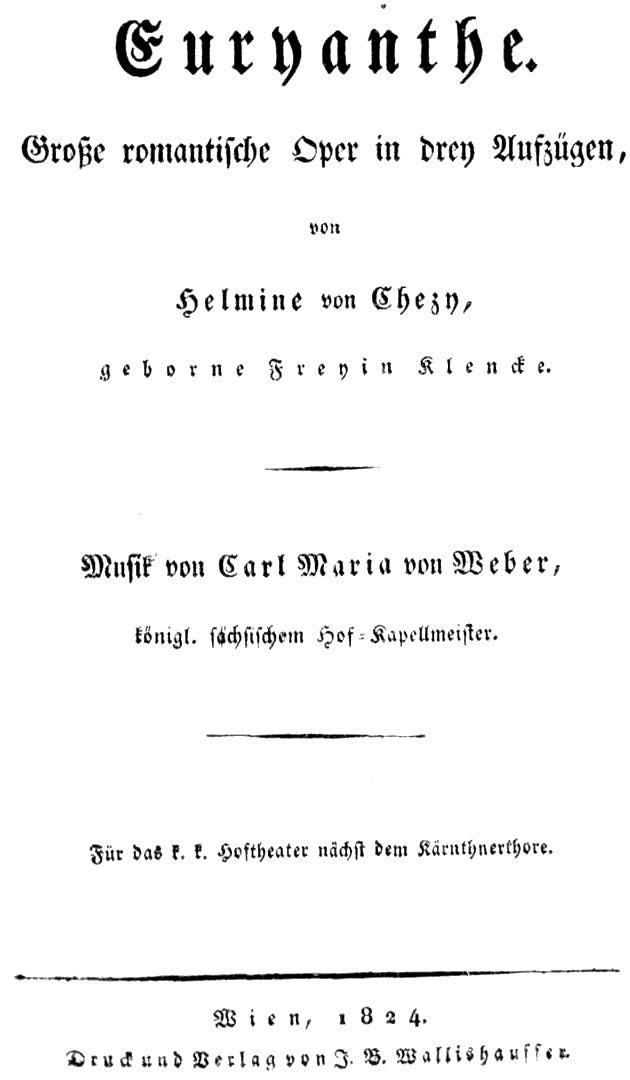
Titelblatt des Librettos, Wien 1824

Im Spätherbst 1821 erhielt Weber den Auftrag, für das Kärntnertortheater in Wien eine Oper zu komponieren. Weber nahm den Auftrag sofort an, obwohl er eigentlich Die drei Pintos für Dresden fertig komponieren wollte. Mit dem Textbuch zur Euryanthe hatte Weber große Schwierigkeiten, nachdem das Zerwürfnis mit dem Freischütz-Librettisten Friedrich Kind nicht mehr zu kitten war. Eine ideale Verbindung für Weber wäre vielleicht die Partnerschaft mit dem Dichterkomponisten Ernst Theodor Amadeus Hoffmann gewesen; doch im Oktober 1821 trug Weber die Autorschaft des Librettos seiner nächsten Oper Helmina von Chézy an, die seit 1817 Mitglied des Dresdner „Liederkreises“ war. Aus von Chézys Themenvorschlägen – darunter der Magelone- und Melusine-Stoff – wählte Weber das mittelalterliche Epos um den fiktiven Grafen Gerard von Nevers und seine Geliebte Euryanthe von Savoyen, dessen klassische Fassung von dem französischen Dichter Gerbert de Montreuil als Roman de la Violette (1227–1229) verfasst worden war. Die hauptsächliche Quelle des Librettos war die auf dem Epos basierende Prosaerzählung L’histoire de tres-noble et chevalereux prince Gerard conte de Nevers et de Rethel et de la vertueuse et tres chaste princesse Euriant de Savoye s’amye (1520).
Helmina von Chézy, die schon 1804 eine deutsche Übersetzung der Erzählung (als Geschichte der tugendsamen Euryanthe von Savoyen) veröffentlicht hatte, verstand es allerdings nicht, die umfangreiche Handlung des Epos auf einige wesentliche Elemente zu konzentrieren, sondern setzte sich in sehr umständlicher Weise mit der literarischen Vorlage auseinander. Die von ihr erarbeitete Fassung vermittelt weder eine angemessene Atmosphäre, noch genügt sie den szenischen Ansprüchen eines Opernlibrettos; oft wirkt sie unbeabsichtigt komisch. In seiner Verzweiflung über dieses weitgehend unbrauchbare Textbuch befragte Weber den Dichter Ludwig Tieck, der Weber riet, doch lieber einen ähnlichen Stoff, wie zum Beispiel Shakespeares Tragedie of Cymbeline, zu vertonen. Allerdings konnte sich der Komponist auch damit nicht anfreunden und versuchte stattdessen mit eigenen Ideen einzugreifen, um das Textbuch für seine Oper doch noch zu retten. Dabei trug er jedoch selbst zu den Schwierigkeiten des Librettos bei. Ein zentrales Problem sollte die Ersetzung von Euryanthes körperlichem Geheimnis – einem Leberfleck an ihrer Brust – durch das schauerromantische Emma-Motiv werden, die laut der neueren Forschungsliteratur auf eine Idee Webers zurückging. Bis heute sind die Ungereimtheiten des Librettos der Hauptgrund für die Zurückhaltung der Opernhäuser, die Oper Euryanthe aufzuführen, obwohl Webers einzige durchkomponierte Oper aufgrund der Komposition einen festen Platz im Repertoire verdient hätte.
Die Uraufführung fand am 25. Oktober 1823 im Theater am Kärntnertor in Wien unter der Leitung des Komponisten statt. Es sangen Joseph Seipelt (König Ludwig VI.), Anton Haizinger (Adolar), Anton Forti (Lysiart), Henriette Sontag (Euryanthe von Savoyen), Therese Grünbaum (Eglantine von Puiset), Henriette Theimer-Forti (Berta) und Jakob Wilhelm „Giacomo“ Rauscher (Rudolf). Die Dresden Erstaufführung folgte am 31. März 1824. Das dortige Ensemble setzte sich mit ungeheurem Eifer für die neue Oper des Freischütz-Komponisten ein, allen voran die ausgezeichnete Sänger-Darstellerin Wilhelmine Schröder-Devrient als Euryanthe. Der Erfolg stellte sich endlich ein, und Ludwig Tieck bestätigte dem Komponisten, dass in dieser Oper „Sachen seien, um die ihn Gluck und Mozart beneiden müssten“. Auch die Berliner Premiere am 23. Dezember 1825 wurde zum Triumph für den Komponisten.
1954 versuchte Kurt Honolka für die Württembergische Staatsoper Stuttgart eine Neubearbeitung des Librettos. Gut besuchte Vorstellungen waren das Ergebnis dieses neuen Operntextes, auch das Dirigat Ferdinand Leitners trug zum Erfolg wesentlich bei. Eine „heute noch maßstabsetzende Einspielung von 1974 mit Jessye Norman in der Titelrolle und Marek Janowski am Dirigentenpult“ wurde mit der Dresdner Staatskapelle in der Dresdner Lukaskirche aufgezeichnet.

## Aufnahmen / Tonträger
- Gesamtaufnahme (Rundfunk), 1949: Meinhard von Zallinger; Chor und Orchester des Österreichischen Rundfunks, Wien; Walter Berry, Radko Delorko, Maria Reining, Karl Kamann, Hilde Rössl-Majdan; CD: Aura LRC 1121, 2002; Gala GL 100.703, 2003.
- Gesamtaufnahme (Live), 1954: Carlo Maria Giulini; Chor und Orchester des Maggio Musicale Fiorentino; Alexander Welitsch, Howard Vandenburg, Hertha Wilfert, Karl Kamann, Inge Borkh; CD: Urania URN 22.254, 2004.
- Gesamtaufnahme (Live), 1954: Ferdinand Leitner; Chor und Orchester der Staatsoper Stuttgart; Wilhelm Schirp, Wolfgang Windgassen, Trude Eipperle, Gustav Neidlinger, Maria Kinasiewicz; CD: Walhall WLCD 0100, 2005.
- Gesamtaufnahme (Rundfunk), 1955: Fritz Stiedry; BBC Singers und BBC Symphony Orchestra; Kurt Böhme, Franz Vroons, Joan Sutherland, Otakar Kraus, Marianne Schech; CD: Ponto POCD 1017, 2003; Andromeda ANDRCD 5015, 2005.
- Gesamtaufnahme, 1974: Marek Janowski; Rundfunkchor Leipzig, Staatskapelle Dresden; Siegfried Vogel, Nicolai Gedda, Jessye Norman, Tom Krause, Rita Hunter; LP: EMI SLS 983, 1975; EMI Electrola 1C 191 02591/94; CD: EMI CMS 7 63509-2, 1991; Berlin Classics (Edel) 0011082BC, 1994.
- Gesamtaufnahme, 2002: Gérard Korsten; Chor und Orchester des Teatro lirico di Cagliari/Sardinien; Luca Salsi, Yikun Chung, Elena Prokina, Andreas Scheibner, Jolana Fogasova, Rosanna Savola; CD: Dynamic CDS 408/1-2, 2003; DVD: Dynamic DV 33408, 2005.